# رسلمانیا ۴۰
رسلمانیا ۴۰ (به انگلیسی: WrestleMania XL) چهلمین دوره از رویداد غیر رایگان (Pay-Per-View) رسلمانیا در کشتی حرفه ای می‌باشد که توسط کمپانی دبلیودبلیوئی و برای هر دو برند راو و اسمک‌داون تهیه می‌شود. تپکه این دوره اش هم در ۶ و ۷ آوریل ۲۰۲۴ در ورزشگاه لینکولن فایننشال فیلد شهر فیلادلفیا، در ایالت پنسیلوانیا برگزار شد.

## زمینه‌سازی

لوگوی رسلمانیا ۴۰

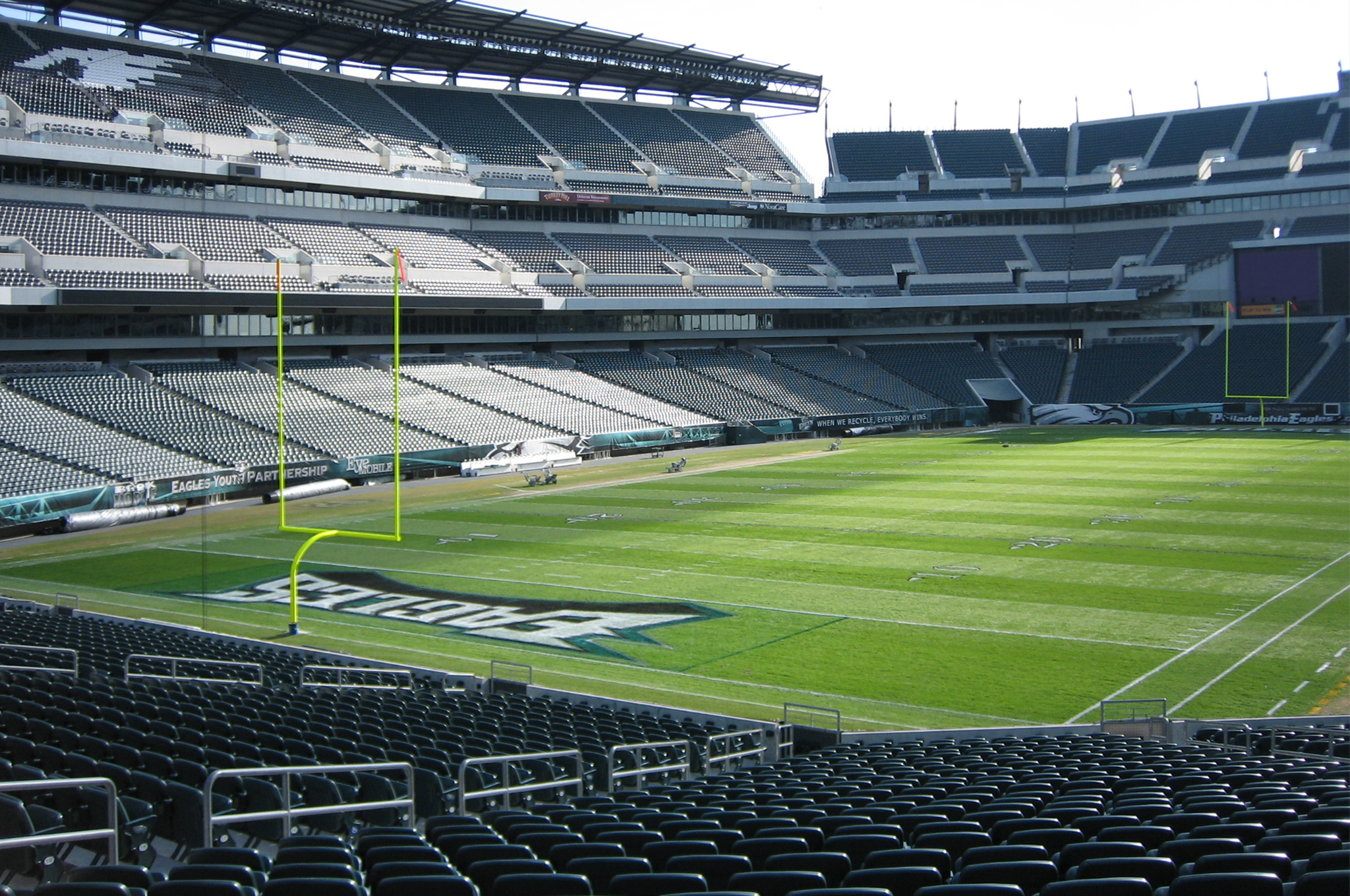
ورزشگاه لینکلن فایننشال فیلد در فیلادلفیا در ایالت پنسیلوانیا میزبان این رویداد بود.

رسلمانیا شامل ماجراهای پیش آمده و استوری‌هایی خواهد بود که پیش از این در برنامه‌های را و اسمَک‌دَون پخش شده بود. کشتی‌گیرها با توجه به مسابقات یا سری اتفاقاتی که برایشان رخ می‌دهد و تنش را به حداکثر می‌رساند، نقش منفی یا قهرمان به خود می‌گیرند و در این رویداد به مسابقه و رقابت می‌پردازند.

## نتایج
شب اول (۶ آوریل)
| #                                                     | نتایج | نوع مسابقه | مدت زمان |
| ----------------------------------------------------- | --- | --- | -------- |
| ۱                                                     | ریا ریپلی (c) پیروز در مقابل بکی لینچ | مسابقه تک نفره برای کسب کمربند قهرمانی زنان جهان دبلیودبلیوئی | ۱۷:۰۵    |
| ۲                                                     | د میز ، آرتروث و آستین تئوری و گریسون والر پیروز در مقابل فین بلر و دیمین پریست‌ (c) در مقابل نیودی (کوفی کینگستون و زیویر وودز) در مقابل DIY (جانی گارگانو و توماسو چامپا) در مقابل نیو کچ ریپابلیک (پیت دان و تایلر بیت‌) | مسابقه تگ تیم نردبان سر کمربند های تگ تیم آندیسپیوتد WWE | ۱۷:۰۵    |
| ۳                                                     | ری میستریو و آندراده پیروز در مقابل دامینیک میستریو و سانتوس اسکوبار | مسابقه تگ تیم | ۱۱:۰۵    |
| ۴                                                     | جی اوسو پیروز در مقابل جیمی اوسو | مسابقه تک نفره | ۱۱:۰۵    |
| ۵                                                     | جید کارگیل، بیانکا بلر و نائومی پیروز در مقابل آسوکا، کایری سین‌ و داکوتا کای | مسابقه تگ تیم شیش نفره | ۸:۰۵     |
| ۶                                                     | سمی زین پیروز در مقابل گانتر | مسابقه تک نفره برای کسب کمربند قهرمانی بین قاره‌ای دبلیودبلیوئی | ۱۵:۳۰    |
| ۷                                                     | رومن رینز و د راک پیروز در مقابل کودی رودز و ست رولینز | مسابقه تگ تیم اگر کودی و ست پیروز شوند در شب دوم مسابقه کودی مقابل رومن کاملا بدون حضور بلادلاین خواهد بود، اگر رومن و د راک پیروز شوند در شب دوم مسابقه کودی مقابل رومن با قانون بلادلاین خواهد بود که میتواند هر قانونی که بلادلاین بخواهد باشد. | ۴۴:۴۵    |
| - (c) – نشان‌دهنده قهرمان(هایی) است که به میدان می‌روند | | |          |

شب دوم (۷ آوریل)
| #                                                     | نتایج | نوع مسابقه                                                         | مدت زمان |
| ----------------------------------------------------- | --- | ------------------------------------------------------------------ | -------- |
| ۱                                                     | درو مکینتایر پیروز در مقابل ست رولینز (c)                                                                                   | مسابقه تک نفره برای کسب کمربند قهرمانی سنگین وزن جهان دبلیودبلیوئی | ۱۰:۳۰    |
| ۲                                                     | دیمین پریست پیروز در مقابل درو مکینتایر (c)                                                                                 | مسابقه تک نفره برای کسب کمربند قهرمانی سنگین وزن جهان دبلیودبلیوئی | ۰۰:۰۹    |
| ۳                                                     | بابی لشلی و استریت پروفیتس آنجلو داوکینز و مونتز فورد) در مقابل (کاریون کراس، آکام، و رزار) (با همراهی اسکارلت و پل الرینگ) | مسابقه تگ تیم شش نفره استریت فایت فیلادلفیا                        | ۸:۳۵     |
| ۴                                                     | ال ای نایت پیروز در مقابل ای جی استایلز                                                                                     | مسابقه تک نفره                                                     | ۱۲:۲۵    |
| ۵                                                     | لوگان پاول (c) (با همراهی آی شو اسپید پیروز در مقابل رندی اورتون و کوین اونز‌                                                | مسابقه تک نفره برای کسب کمربند قهرمانی ایالات متحده دبلیودبلیوئی   | ۱۷:۴۰    |
| ۶                                                     | بیلی پیروز در مقابل ایو اسکای (c)                                                                                           | مسابقه تک نفره برای کسب کمربند قهرمانی زنان دبلیودبلیوئی           | ۱۴:۲۰    |
| ۷                                                     | کودی رودز پیروز در مقابل رومن رینز (c)                                                                                      | مسابقه با قوانین بلادلاین برای کسب کمربند آندیسپیوتد دبلیودبلیوئی  | ۳۳:۲۵    |
| - (c) – نشان‌دهنده قهرمان(هایی) است که به میدان می‌روند | |                                                                    |          |